# Tribeca
För andra betydelser, se Tribeca (olika betydelser).

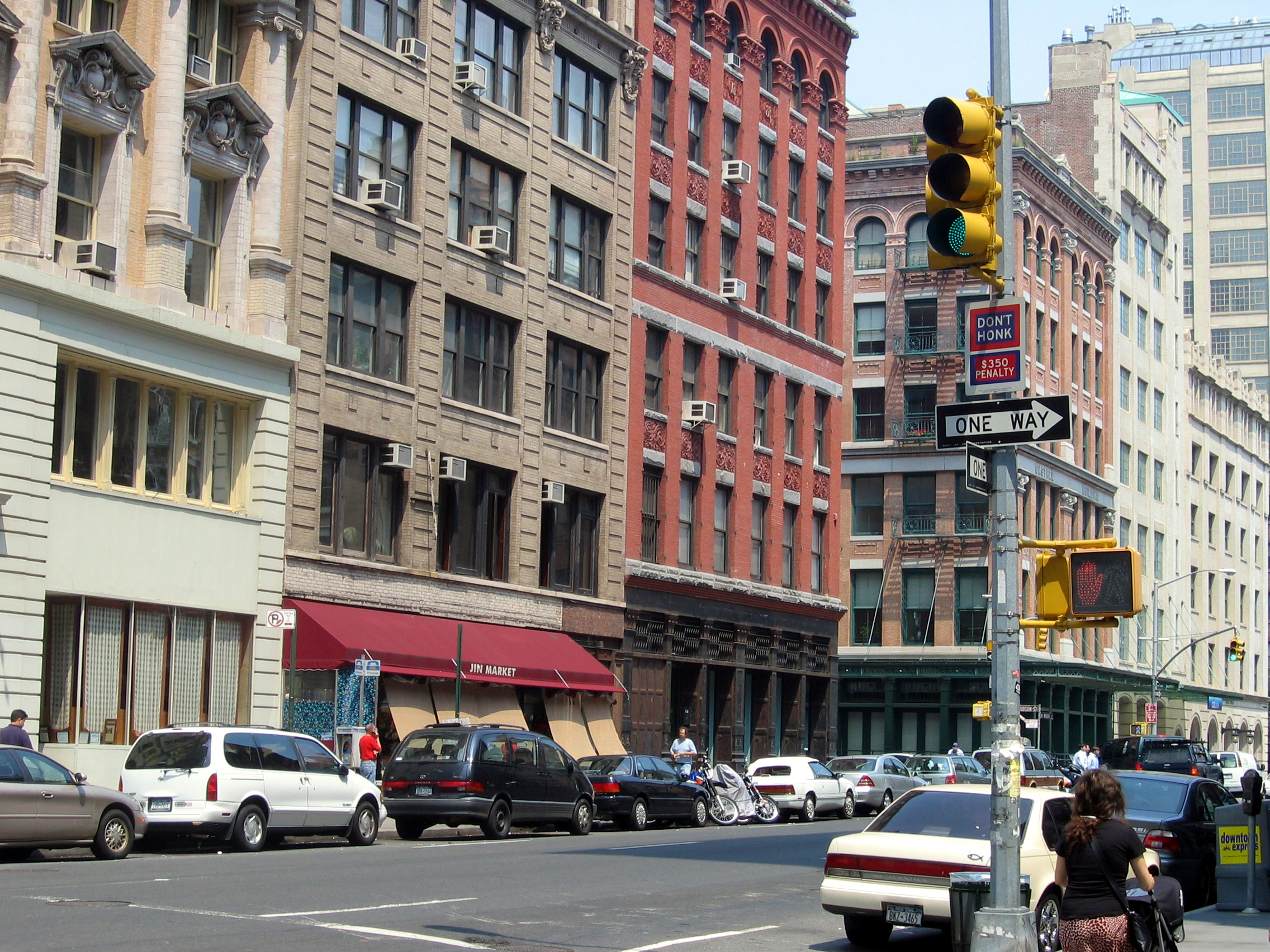
Hudson Street i Tribeca

Tribeca, ibland stavat TriBeCa, är en stadsdel på södra Manhattan i New York. Namnet är en stavelsebildande förkortning av "Triangle Below Canal Street", det vill säga "triangeln söder om Canal Street". Området är snarare en fyrhörning och sträcker sig från Canal Street söderut till Chambers Street, och från West Street österut till Broadway där gränsen går till Civic Center.
TriBeCa var tidigare ett industriområde, dominerat av lagerlokaler. Det senaste årtiondena har området genomgått en radikal gentrifiering då många gamla lokaler har byggts om till bostäder och affärer. TriBeCa är nu ett bostadsområde med en välbärgad befolkning, samt restauranger, butiker och konstgallerier. Den årliga filmfestivalen Tribeca Film Festival äger rum i området. Forbes Magazine rankade postadressen i TriBeCa, 10013, som den 12:e dyraste postadressen i USA år 2006.[källa behövs]